# 廖懷清
廖懷清（?—?），字芬堂，福建永定人，清朝政治人物，同進士出身。
乾隆四十九年（1784年），登進士，授开建縣、感恩县知縣。